# 比弗丹鎮區 (密蘇里州巴特勒縣)
比弗丹鎮區（英語：Beaver Dam Township）是位於美國密蘇里州巴特勒縣的一個行政鎮區。

## 地方資料
比弗丹鎮區的面積為196.86平方千米，當中陸地面積為196.64平方千米，而水域面積為0.21平方千米。根據2020年美國人口普查的數據，當地共有人口4990人，而人口密度為每平方千米25.35人。